# Ventiseri
Ventiseri település Franciaországban, Haute-Corse megyében. Lakosainak száma 2593 fő (2022. január 1.). Ventiseri Serra-di-Fiumorbo, Solaro és Chisa községekkel határos.

## Népesség
A település népessége az elmúlt években az alábbi módon változott:
| Lakosok száma | 1314 | 1702 | 2005 | 2243 | 2413 | 2478 | 2481 | 2512 | 2520 | 2593 |
|               | 1968 | 1982 | 1990 | 2006 | 2013 | 2015 | 2017 | 2019 | 2020 | 2022 |